# 蚕馬
蚕馬（さんば）とは、中国の伝説の1つで、馬の皮と融合した少女が蚕に変身してこの世に絹をもたらしたとされる伝説。蚕女（さんじょ）・馬頭娘（ばとうじょう）の別名があり、日本の「おしらさま」伝説のモデルになったともされる。

## 前史
中国では古くから絹や蚕にまつわる伝説や説話が存在していた。戦国時代に荀況が記した『荀子』（賦篇）には、蚕の身体は柔軟で頭は馬に似ていると記されている。前漢の書物である『山海経』（海外北経）には、欧糸の野（おうしのの）という土地があり、そこでは少女が跪き木につかまって糸を欧（吐）いていると記されている。更に古くから絹の産地として知られていた蜀（現在の四川省）では、古代の（古）蜀の王である蚕叢が蚕の飼い方を人々に教えたとする伝説など様々な伝説があったとされている。こうした伝説・説話が結びついた事で誕生したのが「蚕馬（蚕女・馬頭娘）」の伝説であったと考えられている。

## 『捜神記』
蚕馬のもっとも古い形態であるとされるのは、東晋の干宝が記した『捜神記』（巻14）の「女、蚕と化す」である。
昔、ある家の父親が戦争に駆り出され、家には娘と雄馬だけが残された。娘は父親恋しさの余り、雄馬に冗談半分で「もし、御父様を連れて帰ってきてくれたら、あなたのお嫁さんになるわ」と言ったところ、雄馬はすぐさま父親を連れて家に戻ってきた。ところが、娘を目にした時の雄馬の様子がおかしいので父親が娘に事情を問いただすと、娘が一部始終を打ち明けた。これを知った父親は激怒して弩で雄馬を射殺して皮を剥いで晒しものにした。その後、娘が雄馬の皮の側で戯れていると、馬の皮が不意に飛び上がって娘に巻き付いて家から飛び出していった。数日後、娘が発見された時には娘は馬の皮と一つになって大木の枝の間で蚕に変身して糸を吐いていた。そのため、大木は「喪」と同音（ソウ）である「桑」と名付けられたと言う。

## 『太平広記』（『原化伝拾遺』）
『捜神記』とはやや異なる内容の蚕馬伝説を伝えているのは、北宋の李昉が勅命によって編纂した『太平広記』（巻479）の「蚕女」である。ただし、『太平広記』は古今の書物からの引用の集成であり、「蚕女」も元は『原化伝拾遺』という書物から引用されたものである。
高辛王の時代、蜀の地には君王がおらず、一族がまとまって暮らして他の一族と争っていた。ある娘の父親もその戦いで敵の捕虜となって一年以上経過し、娘は父親の事を考えると居た堪れなくなった。娘の母親は一族の男達に対して、「もし、夫を助けだしくれたら、その者に娘を嫁がせる」と述べた。だが、それに応える者はいなかった。ところが、その話を聞いていた父親の乗馬が手綱を振りほどいて家を飛び出すと、数日後に父親を連れて戻ってきた。母親は驚いて約束の件を父親に打ち明けると、父親は「どうして人間を獣類に嫁がせる事が出来よう」と述べたが、それを聞いた馬が暴れ出したため、父親は激怒して弓で馬を射殺して皮を剥いで晒しものにした。その数日後、娘が馬の皮の側を通った時、馬の皮が不意に飛び上がって娘に巻き付いて家から飛び出していった。10日後に皮は娘ごと桑の木に落ち付いて娘の姿は蚕に変化して糸を吐いてこの世に絹をもたらした。これによって娘は蚕女と呼ばれるようになるが、両親はとても悲しんだ。ところが、突然天から娘が例の馬を御しながら降臨を果たし、太上が自分を仙嬪にして天上で長生させてくれることになったことを伝えて両親を慰めたと言う。

## 四川における「蚕女（馬頭娘）」信仰
『太平広記』が引用した『原化伝拾遺』には続いて、蚕女の遺跡は広漢に存在し、什邡・綿竹・徳陽の人々が毎年宮観にある少女の塑像に馬の皮を着せて「馬頭娘」と呼び、桑や蚕を供えて祈る儀式があったという。また、徳陽には蚕女の廟や墓が伝わったとされているが、清の時代に洪水の影響で荒廃したと、同治13年（1874年）編纂の『徳陽県志』は伝えている。